# Campionats del món de ciclisme en ruta de 1997
Els Campionats del món de ciclisme en ruta de 1997 es disputaren del 7 al 12 d'octubre de 1997 a Sant Sebastià, Euskadi. Aquesta fou la primera ocasió en què es disputaren les proves masculines i femenines en ruta i contrarellotge júniors.

## Resultats
|                                         | Or                                | Or         | Argent                       | Argent | Bronze                           | Bronze |
| Proves masculines professionals         |                                   |            |                              |        |                                  |        |
| Cursa en línia masculina detalls        | Laurent Brochard · França         | 6h 16' 48" | Bo Hamburger · Dinamarca     | m. t.  | Leon van Bon · Països Baixos     | m. t.  |
| Contrarellotge masculina detalls        | Laurent Jalabert · França         | 52' 01"    | Serhí Hontxar · Ucraïna      | + 3"   | Chris Boardman · Regne Unit      | + 20"  |
| Proves femenines elit                   |                                   |            |                              |        |                                  |        |
| Cursa en línia femenina detalls         | Alessandra Cappellotto · Itàlia   | 2h 44' 37" | Elisabeth Tadich · Austràlia | m. t.  | Catherine Marsal · França        | m. t.  |
| Contrarellotge femenina detalls         | Jeannie Longo · França            | 39' 15"    | Zulfià Zabírova · Rússia     | + 1"   | Judith Arndt · Alemanya          | + 29"  |
| Proves masculines sub-23                |                                   |            |                              |        |                                  |        |
| Cursa en línia masculina sub-23 detalls | Kurt Asle Arvesen · Noruega       | 3h 00' 46" | Óscar Freire · Espanya       | m. t.  | Gerrit Glomser · Àustria         | m. t.  |
| Contrarellotge masculina sub-23 detalls | Fabio Malberti · Itàlia           | 40' 41"    | Laszlo Bodrogi · Hongria     | + 27"  | David George · Sud-àfrica        | + 31"  |
| Proves masculines júniors               |                                   |            |                              |        |                                  |        |
| Cursa en línia masculina júnior detalls | Crescenzo D'Amore · Itàlia        | 2h 54' 49" | Martin Bolt · Suïssa         | m. t.  | Margus Salumets · Estònia        | m. t.  |
| Contrarellotge masculina júnior detalls | Torsten Hiekmann · Alemanya       | 35' 56"    | Michael Rogers · Austràlia   | + 1"   | Aleksei Màrkov · Rússia          | + 15"  |
| Proves femenines júniors                |                                   |            |                              |        |                                  |        |
| Cursa en línia femenina júnior detalls  | Mirella van Melis · Països Baixos | 1h 50' 19" | Nicole Brändli · Suïssa      | m. t.  | Sofie Andersson · Suïssa         | m. t.  |
| Contrarellotge femenina júnior detalls  | Olga Zabelinskaya · Rússia        | 19' 56"    | Sylvia Hubscher · Alemanya   | + 36"  | María Mercedes Cagigas · Espanya | + 37"  |

## Medaller
| Posició | País          | Or | Plata | Bronze | Total |
| 1       | França        | 3  | 0     | 1      | 4     |
| 2       | Itàlia        | 3  | 0     | 0      | 3     |
| 3       | Alemanya      | 1  | 1     | 1      | 3     |
| 3       | Rússia        | 1  | 1     | 1      | 3     |
| 5       | Països Baixos | 1  | 0     | 1      | 2     |
| 6       | Noruega       | 1  | 0     | 0      | 1     |
| 7       | Suïssa        | 0  | 2     | 1      | 3     |
| 8       | Austràlia     | 0  | 2     | 0      | 2     |
| 9       | Espanya       | 0  | 1     | 1      | 2     |
| 10      | Dinamarca     | 0  | 1     | 0      | 1     |
| 10      | Ucraïna       | 0  | 1     | 0      | 1     |
| 10      | Hongria       | 0  | 1     | 0      | 1     |
| 13      | Àustria       | 0  | 0     | 1      | 1     |
| 13      | Estònia       | 0  | 0     | 1      | 1     |
| 13      | Regne Unit    | 0  | 0     | 1      | 1     |
| 13      | Sud-àfrica    | 0  | 0     | 1      | 1     |
| Totale  | Totale        | 10 | 10    | 10     | 30    |